# Real Audiencia de Puerto Rico
La Real Audiencia de Puerto Rico fue un tribunal de la Corona española en la isla de Puerto Rico. Fue creada por España mediante el real decreto del 19 de junio de 1831 e instalada el 23 de julio de 1832.

## Historia
Desde la instalación de la Real Audiencia de Santo Domingo el 14 de septiembre de 1526, Puerto Rico quedó bajo su jurisdicción. El 31 de julio de 1800 la Real Audiencia de Santo Domingo se trasladó a Santa María del Puerto Príncipe (hoy Camagüey), ya que la isla de Santo Domingo fue cedida a Francia en 1795 por el tratado de Basilea.
El 19 de junio de 1831 un decreto del rey Fernando VII creó la Real Audiencia de Puerto Rico, que se instaló el 23 de julio de 1832, siendo su presidente el gobernador y capitán general hasta 1861, cuando se separó al gobernador de esta función. Integraban la Audiencia el gobernador como presidente ex officio (hasta 1861), un regente, cuatro oidores (uno de ellos era auditor de guerra) y el fiscal.
En 1854 fue creada una segunda Sala de Justicia en la Real Audiencia. Al pasar Puerto Rico a la soberanía de los Estados Unidos por medio del tratado de París en 1898, la Real Audiencia fue sustituida por el Tribunal Supremo de Puerto Rico.